# 荘毅
荘 毅（中国語: 庄毅、1973年7月11日 - ）は、中華人民共和国のサッカー選手、実業家。元中華人民共和国代表。ポジションはFW。
中国プロサッカー最年長出場記録および最年長得点記録（44歳327日）保持者である。

## クラブ歴
1994年に遼寧足球倶楽部でサッカー選手となった。同年の得点ランキング2位につけ、中国サッカー協会年間最優秀新人賞の初代受賞者となった。1995年末に降格したため、翌年からは2部でプレーする事となった。1998年に青島海牛足球倶楽部に移籍。1999年1月に228万元で北京国安足球倶楽部に移籍。同年6月に親善試合でアキレス腱を断裂したため、残りのシーズンを棒に振った。
2000年1月に瀋陽海獅足球倶楽部に60万元で移籍。しかしこれは彼の遼寧ユース所有権獲得と合わせた取引であった。2000年シーズンを彼は結局無出場で終え、更に同年11月には裁判の末に遼寧ユースの所有権も失った。2001年に選手を引退した。

## ビジネス
1996年に毅興実業有限公司と毅智足球学校を設立。1999年7月に渤海大学と提携しサッカースクールを設立、後に中国サッカー・乙級リーグに2つのクラブを参戦させた。同年10月末に遼寧ユースの51%の所有権を獲得。しかし遼寧スポーツスクールの反対によってクラブ全体の獲得には失敗、2000年7月にはこのスポーツスクールと裁判を行い、同年11月に二審で敗訴した。
また2000年7月には瀋陽建築工程学院と提携したスクールを作った。2013年にスクールは学院から離れた。
2015年に瀋陽城市足球倶楽部を設立。同年、アマチュアリーグを4位で終え昇格、中国サッカー・乙級リーグに昇格、それと同時に背番号9番で現役復帰した。2017年までは出場する事がなかったが、2018年5月12日の試合で67分から出場、42歳348日でアナトリー・ダヴィコフが持っていた記録を塗り替え、44歳305日で中国プロサッカー史上最年長出場記録となった。6月3日の試合でも78分から出場し、44歳327日に出場記録を更新、さらにこの試合でペナルティキックを決めて中国プロサッカー最年長得点記録となった。

## 代表歴
1995年に中華人民共和国代表としての出場記録がある。同年2月19日のダイナスティカップ1995、大韓民国代表戦で初出場。同月23日の日本代表戦でも出場した。